# Nynke Smeets
Nynke Ruth (Nynke) Smeets (Amsterdam, 1977) is een Nederlands softballer.
Smeets, een rechtshandige werper, kwam van 2003 tot 2005 uit voor het eerste damesteam van de Amsterdam Pirates. Daarvoor kwam zij in het tweede team van deze club uit. Ze was tevens international in het Nederlands damessoftbalteam. Na haar actieve carrière in de hoofdklasse speelde zij in het eerste damesteam van Alcmaria Victrix uit Alkmaar en in 2009 kwam zij uit voor het tweede damesteam van de Sparks uit Haarlem. 
Smeets is een dochter van de sportjournalist en oud-basketbalinternational Mart Smeets en een zus van de honkbalspeler Tjerk Smeets. Zij heeft een dochter samen met haar levenspartner.